# Guldbaggegalan 1964
Den första Guldbaggegalan (av sin samtid benämnd Filmbalen
), vilken belönade svenska filmer från 1963 och 1964, ägde rum på Vinterträdgården i Grand Hôtel Royal, Stockholm den 25 september 1964. Tystnaden av Ingmar Bergman belönades detta år med priset för Bästa film.

## Jury
Vinnarjuryn för den första Guldbaggegalan bestod av Lasse Bergström, Bengt Idestam-Almquist, Stig Björkman, Lars Forsell och Jurgen Schildt.

## Vinnare[2]
| Högsta kvalitetspoäng       | Bästa regi                      |
| --------------------------- | ------------------------------- |
| - Tystnaden (2,75)          | - Ingmar Bergman – Tystnaden    |
| Bästa skådespelerska        | Bästa skådespelare              |
| - Ingrid Thulin – Tystnaden | - Keve Hjelm – Kvarteret Korpen |

## Dansen kring Guldbaggen
Svenska filminstitutet släppte 1964 en 5 minuter lång journalfilm, Dansen kring Guldbaggen, med filmat material från filmbalen och i regi av Yngve Gamlin. Filmen framkallades och redigerades redan under kvällen, och visades för deltagarna innan de lämnade festen. 
Bland de gäster som figurerar i Dansen kring Guldbaggen märks, bland många andra, Ingmar Bergman, Harry Schein, Ingrid Thulin, Keve Hjelm, Jan Troell, Bo Widerberg, Vilgot Sjöman, Edvin Adolphson, Gunnar Björnstrand, Lillie Björnstrand, Kenne Fant, Eric Wennerholm, Yvonne Tengbom-Wennerholm, Gustav Scheutz, Ragnar Edenman och Olof Palme.
Filmen restaurerades 2018.